# 梁音
梁音（1926年9月26日—2015年1月26日），原名梁成秋，男，黑龙江齐齐哈尔人，中国电影表演艺术家。代表作《冰山上的来客》。2005年被中华人民共和国人事部、国家广播电影电视总局评为“国家有突出贡献电影艺术家”。